# Красноярка (Мішкинський район)
Красноя́рка (рос. Красноярка) — присілок у складі Мішкинського району Курганської області, Росія. Входить до складу Кіровської сільської ради.
Населення — 17 осіб (2010, 37 у 2002).